# Csupasz pisztoly 33 1/3 – Az utolsó merénylet
A Csupasz pisztoly 33 1/3 – Az utolsó merénylet (Naked Gun 33⅓: The Final Insult) 1994-es amerikai filmvígjáték, a Csupasz pisztoly-sorozat harmadik, befejező része. A film címe utalás a bakelitlemezek fordulatszámára. Főszerepben látható Leslie Nielsen, aki ismét a kétbalkezes Frank Drebin hadnagyot alakítja, de Priscilla Presley, George Kennedy, és O. J. Simpson is visszatér. Utóbbinak ez volt az utolsó filmszerepe, mielőtt megvádolták volna emberöléssel. Az új színészek: Fred Ward, Anna Nicole Smith, és Kathleen Freeman mellett felbukkan Raye Birk, aki újra eljátssza az első részben is látott Papshmirt.

## Cselekmény
Frank Drebin hadnagy nyugdíjba vonul, s úgy hiszi, hogy nyugdíjas éveit békésen fogja tölteni felesége, Jane mellett. Ugyanakkor titkon aggódik, mert többé már nem kaphatja el a bűnözőket. Közben Jane gyereket szeretne, ám a dolog nemigen akar összejönni. Egyik este Ed Hocken kapitány és Nordberg meglátogatják otthon, és a segítségét kérik egy felgöngyölítetlen ügyben. A rendőrök szerint egy börtönben ülő rabot, Rocco Dillont felbérelt Papshmir, a terrorista, hogy kövessen el egy nagyszabású merényletet. Tanya Peterst, egy nővért próbál lekövetni, akit ismer a régmúltból, ám kiderül számára, hogy így nem jut célhoz. Kénytelen azonban egy spermabanknak adakozni, hogy inkognitóban maradhasson, s emiatt teljesen lerobban. Jane megtudja, hogy Frank megint a rendőrségnek dolgozik, s ezért elköltözik otthonról.
Franket bejuttatják beépített rabként a börtönbe, ahol Rocco bizalmába férkőzik. Együtt tervezik meg a szökést. Rocco annyira megbízik benne, hogy saját anyjának is bemutatja, s elmennek a házukba. Mindenesetre még nem akarják beavatni az akció részleteibe. Mindeközben Jane találkozik régi ismerősével, Lousie-val, és elindulnak egy országúti kalandra. Viszont közben rájön, mennyire hiányzik neki Frank. El is indul, hogy visszamenjen hozzá, mert egy zsebkendőn megtalálja Tanya Peters címét, s végül a Dillon család házában köt ki. Tanya ugyanis Rocco barátnője. Jane-t túszul ejtik, de Frank adja az ártatlant, mint aki nem is ismeri őt. Rocco végül felfedi a tervét: az Akadémiai Díjátadón a Legjobb film borítékjába rejtenek egy bombát.
A díjátadó napján Frank és Jane különválnak a többiektől, és elkezdik keresni a bombát. Frank totális káoszba fullasztja a show-műsort, de végül sikeresen megakadályozza, hogy a színpadon robbanjon a bomba. Roccóék azonban rájönnek a cselre, és túszul ejtik Jane-t. Frank azonban először Rocco anyját vonja ki a forgalomból, majd kilövi Roccót is a magasba a bombával együtt, aki Papshmir repülőgépébe csapódik, ami felrobban. Frank és Jane végül ország-világ előtt kibékülnek. Kilenc hónap múlva Franknek és Jane-nek gyereke születik.

## Szereplők
| Karakter              | Színész             | Magyar hang        |
| --------------------- | ------------------- | ------------------ |
| Frank Drebin hadnagy  | Leslie Nielsen      | Sinkó László       |
| Jane Spencer Drebin   | Priscilla Presley   | Nagy-Kálózy Eszter |
| Ed Hocken százados    | George Kennedy      | Láng József        |
| Nordberg felügyelő    | O.J. Simpson        | Vass Gábor         |
| Rocco Dillon          | Fred Ward           | Rajhona Ádám       |
| Muriel Dillon         | Kathleen Freeman    | Tábori Nóra        |
| Tanya Peters          | Anna Nicole Smith   | Dudás Eszter       |
| Ted Olsen             | Ed Williams         | Dobránszky Zoltán  |
| Papshmir              | Raye Birk           | Csíkos Gábor       |
| Louise                | Ellen Greene        | Sáfár Anikó        |
| Rendező               | Joe Grifasi         | Gyabronka József   |
| Clayton               | Matt Roe            | Uri István         |
| Védőügyvéd            | Wylie Small         | Jani Ildikó        |
| Dr. Stuart Eisendrath | Earl Boen           | Szokolay Ottó      |
| Dr. Kohlzak           | Lois De Banzie      | Kassai Ilona       |
| Dr. Roberts           | Doris Belack        | Tóth Judit         |
| Autórabló             | Nigel Gibbs         | Halmágyi Sándor    |
| Folyosóőr             | Andre Rosey Brown   | Uri István         |
| Nagyhajú elítélt      | Randall 'Tex' Cobb  | Ujlaki Dénes       |
| Önmaga                | Ann B. Davis        |                    |
| Elítélt a kantinban   | Alex Zimmerman      | Hollósi Frigyes    |
| Kamionos              | Marc Alaimo         |                    |
| Pap                   | Tom Finnegan        | Gruber Hugó        |
| Taxis                 | Danny D. Daniels    | Konrád Antal       |
| Önmaga                | Vanna White         |                    |
| Önmaga                | 'Weird Al' Yankovic | Barbinek Péter     |
| Biztonsági őr         | Rick Scarry         | Kardos Gábor       |
| Önmaga                | Mary Lou Retton     |                    |
| Díjátadó              | Lou Felder          | Beregi Péter       |
| Önmaga                | Pia Zadora          |                    |
| Orvos                 | Paul Hutton         | Halmágyi Sándor    |
| Karmester             | Bill Erwin          |                    |
| Önmaga                | Florence Henderson  |                    |
| A pápa                | Eugene Greytak      |                    |
| Önmaga                | Shannen Doherty     |                    |
| Önmaga                | Olympia Dukakis     | Pásztor Erzsi      |
| Őr a kantinban        | R. Lee Ermey        | Várkonyi András    |
| Önmaga                | Morgan Fairchild    |                    |
| Önmaga                | Elliott Gould       | Varga Tamás        |
| Önmaga                | Mariel Hemingway    | Prókai Annamária   |
| Önmaga                | James Earl Jones    | Makay Sándor       |
| A bírónő              | Lillian Lehman      | Zsolnai Júlia      |
| Önmaga                | Raquel Welch        | Menszátor Magdolna |
| Tyrone                | Bruce A. Young      | Laklóth Aladár     |

### Epizódszereplők
Számtalan híresség szerepel a filmben, akár csak egyetlen pillanatra is, ezek közül azonban csak néhányuknak említették meg a nevét. Legtöbbjük az Akadémiai Díjátadós jelenetben szerepel.
- Shannen Doherty
- Olympia Dukakis
- Morgan Fairchild
- Elliot Gould
- Mariel Hemingway
- Florence Henderson
- James Earl Jones
- Mary Lou Retton
- Raquel Welch
- Vanna White
- "Weird Al" Yankovic
- Pia Zadora

## Forgatás
A filmsorozat egyetlen epizódja, melyet Peter Segal rendezett, nem pedig David Zucker, aki csak a forgatókönyvet írta. A film néhány jelenete a korábbi filmekhez készült, de azokat kivágták. Így például a nyitó képsorok az első filmben, Frank és Jane esküvője pedig a második filmben lettek volna.

## Fogadtatás
A DVD-változat rendezői kommentárja alapján a film viszonylagos sikert könyvelt el, viszont a kritikák egy része nagyon negatív volt. Sokan kritizálták, hogy a cselekmény nem eléggé kidolgozott, valamint kevesebb a romantikus és az akciójelenet az előző filmekhez képest.